# Pembine (condado de Marinette)
Pembine es un lugar designado por el censo ubicado en el condado de Marinette en el estado estadounidense de Wisconsin. En el Censo de 2010 tenía una población de 193 habitantes y una densidad poblacional de 124,4 personas por km².

## Geografía
Pembine se encuentra ubicado en las coordenadas 45°38′12″N 87°59′29″O / 45.63667, -87.99139. Según la Oficina del Censo de los Estados Unidos, Pembine tiene una superficie total de 1.55 km², de la cual 1.55 km² corresponden a tierra firme y (0.17%) 0 km² es agua.

## Demografía
Según el censo de 2010, había 193 personas residiendo en Pembine. La densidad de población era de 124,4 hab./km². De los 193 habitantes, Pembine estaba compuesto por el 96.89% blancos, el 0% eran afroamericanos, el 0% eran amerindios, el 0% eran asiáticos, el 0% eran isleños del Pacífico, el 0.52% eran de otras razas y el 2.59% pertenecían a dos o más razas. Del total de la población el 1.55% eran hispanos o latinos de cualquier raza.